# Pulau Layang (Batang Masumai)
Pulau Layang is een bestuurslaag in het regentschap Merangin van de provincie Jambi, Indonesië. Pulau Layang telt 726 inwoners (volkstelling 2010).